# Spallumcheen
Spallumcheen es un municipio distrital canadiense situado en la provincia de Columbia Británica.

## Superficie
Spallumcheen tiene una superficie de 254,92 km².

## Demografía
En 2021, tenía 5307 habitantes, una densidad poblacional de 20,8 hab./km², y 2099 viviendas.